# ماسايا ماتسورا
ماسايا ماتسورا (باليابانية: 松浦 雅也) ، من مواليد 16 يونيو 1961م، وهو مطور ألعاب فيديو وموسيقي للأفلام السينمائية اليابانية.

## وصلات خارجية
- ماسايا ماتسورا على موقع IMDb (الإنجليزية)
- ماسايا ماتسورا على موقع ميوزك برينز (الإنجليزية)
- ماسايا ماتسورا على موقع ديسكوغز (الإنجليزية)

- NanaOn-Sha.com
- قالب:Moby developer